# Màrtir cristià

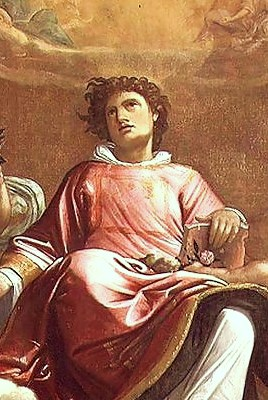
Sant Esteve màrtir, el primer màrtir cristià, pintat per Giacomo Cavedone

Un màrtir cristià és una persona que és morta per seguir el cristianisme en qualsevol forma de tortura o pena de mort. El terme màrtir prové del grec μάρτυς, mártys,, que significa testimoni.
En un inici, el terme s'aplicà als apòstols. Un cop els cristians començaren a patir persecució, el terme començà a aplicar-se a aquells que havien patit a causa de la seva fe. Finalment, es restringí a aquells que havien estat morts per la seva fe. El període de l'Església primitiva, anterior al regnat de Constantí I va ser l'era "clàssica" del martiri. La mort del màrtir era considerada un "baptisme en sang", esborrant tots els pecats, de manera semblant al baptisme en aigua. El "baptisme en sang" ofereix una imatge molt més gran, mostrant la fe que el màrtir té pel seu Salvador. Els primers cristians veneraven els màrtirs com a poderosos intercessors, i les seves paraules eren atresorades com a especialment inspirades per l'Esperit Sant.

## Rellevància
Haver estat perseguit per causa de la fe i la veneració dels màrtirs han estat components importants de la fe cristiana durant segles.
| « | Martiri per la fe... esdevé un punt central en l'experiència cristiana | » |

| « | Nocions de persecució per la "paraula"... ve de molt antic en la tradició cristiana. Pels evangelistes que llegeixen el Nou Testament com una inerrant història de l'església primitiva, la comprensió que ser un cristià és per ésser perseguit és òbvia, si no indefugible. | » |

La ideologia escatològica del martiri es basa en una ironia trobada a les cartes paulines: «viure fora de Crist és morir, i morir en Crist és viure.»

## Teologia del martiri
Les vides dels màrtirs esdevingueren una font d'inspiració per a alguns cristians, i les seves vides i relíquies van ser reverenciades. El Pare de l'Església Tertulià va escriure al segle ii que «la sang dels màrtirs és la llavor de l'Església», volent dir que els màrtirs acceptaven sacrificar les seves pròpies per la conversió dels altres. Les relíquies dels sants encara són reverenciades a les esglésies Catòlica i Ortodoxa.
L'era dels màrtirs també forçà a l'Església a fer front a qüestions teològiques tals com donar una resposta apropiada a aquells que havien ensopegat i renunciat a la fe cristiana per salvar les seves vides: se'ls permetia tornar a l'Església? Finalment, se'ls va permetre tornar després d'un període de penediment. La readmissió dels lapsi va esdevenir un moment crucial a l'Església, car permetia el sagrament de la penitència i la readmissió en el si de l'Església malgrat haver pecat. Això comportà que els donatistes i els novacianistes se separesin.

## L'espiritualitat del martiri

### Valors cristològics
El màrtir dona testimoni de Crist i del seu Evangeli. Segons escriu Sant Agustí, «el màrtir viu amb la veritat i mora per la veritat». Per tant, el martiri és l'afirmació absoluta que l'únic veritablement important és Crist. La mort per Crist és l'acte de fe suprem en Ell, en no voler tenir cap altre déu o valor alternatiu: només cal Déu.
No es pot donar testimoni en favor de Crist sense l'ajut del que prové del mateix Crist. D'això en són conscients els mateixos màrtirs i els hagiògrafs que copiaren les "Actes dels màrtirs". La teologia sistemàtica deduirà d'això el valor redemptor de la mort d'un cristià, valor vicari, com la pròpia mort de Crist, però sempre en unió amb Ell; el màrtir és, segons els relats primitius, un duplicat de Crist.
Herois i màrtirs
El màrtir cristià no és un simple heroi, car el seu ideal no és l'exaltació del Jo, sinó la donació del Jo. L'"heroi cristià" no cerca la pròpia glòria, sinó el triomf de Crist en ell.
Martiri i Baptisme
L'assimilació del martiri al baptisme (baptisme d'aigua o foc) neix ja en els primers segles amb una clara referència cristològica: morir per Crist és un acte heroic d'amor a Ell, per això el martiri confereix una gràcia superior al baptisme, no només el supleix.
Martiri i Eucaristia
L'experiència martirial té múltiples connexions amb l'Eucaristia: la fortalesa del màrtir neix, a vegades de la recepció del sagrament, portat clandestinament a les presons. Sant Cebrià, contra l'opinió del Papa Corneli, vol admetre a l'Església els "lapses" immediatament, encara abans de fer penitència pública, perquè no es veiessin privats de la comunió.
El cos del màrtir és, per un altre costat, carn de sacrifici, com la del propi Crist a la creu i renovada a la celebració eucarística. En aquest context són exemplars les Cartes d'Ignasi d'Antioquia: el seu martiri és una litúrgia, un sagrament. La mort transfigura la carn del màrtir en sacrifici

### Valors eclesials
El màrtir pertany per dret a l'anomenada "Església confessant"; però al mateix temps també a l'"Església predicant". El que confessa de manera sagnant el martiri d'un cristià és el valor escatològic de la vida humana, que arriba al seu destí en la mort. Són "benaurats" els perseguits per la justícia i els màrtirs, perquè relativitzen la seva vida i els béns d'aquest món i absolutitzen a Crist i el seu Regne. El martiri és el triomf de l'esperit de Déu sobre la matèria.

## Història
La predicació de l'Evangeli per part dels apòstols va fer que l'Església primitiva entrés en conflicte amb líders religiosos jueus. Això finalment portà la seva expulsió de les sinagogues. El llibre dels Fets dels Apòstols narra els martiris d'Esteve i Jaume de Zebedeu.
El primer màrtir cristià conegut és el diaca Esteve. Va ser acusat de blasfèmia i denunciat davant del Sanedrí com a blasfem, sent lapidat. Possiblement havia d'altres màrtirs al costat d'Esteve, perquè Sant Pau apòstol reconegué que havia perseguit cristians abans de la seva conversió. Tradicionalment, la Matança dels Innocents és considerada com el primer martiri de cristians.

### Persecució dels cristians a l'Imperi Romà

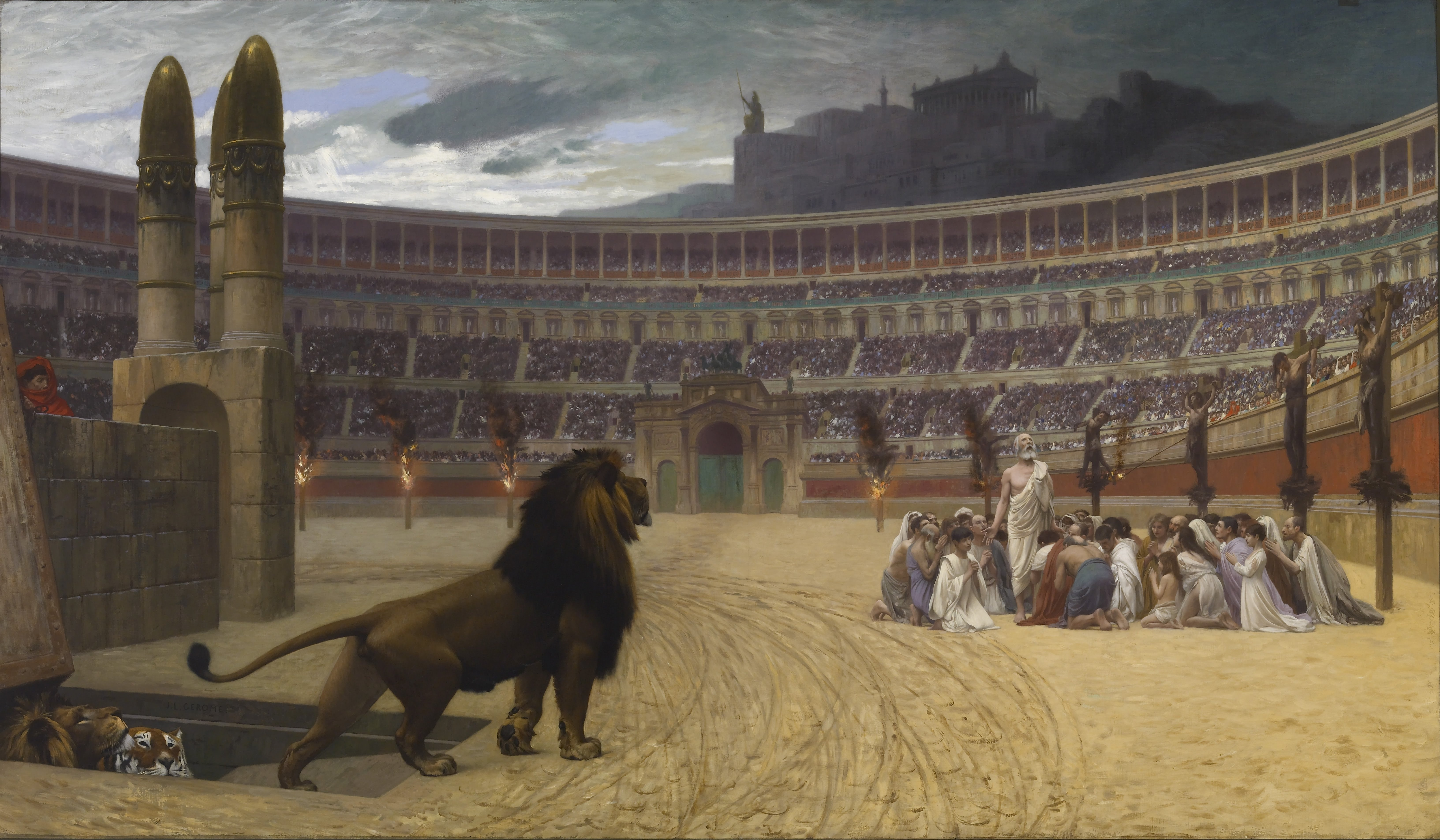
"La darrera pregària dels màrtirs cristians", de Jean-Léon Gérôme (1883).

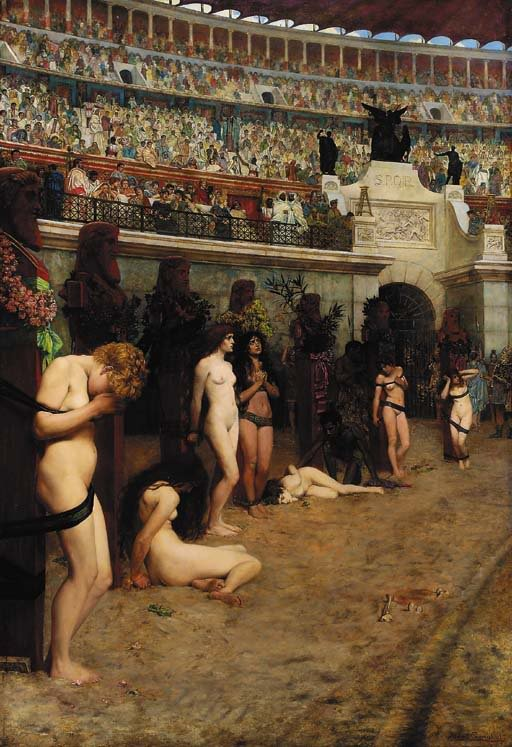
Fidels fins a la mort Christianæ ad Leones (Cristians als lleons), per Herbert Gustave Schmalz.

Durant els tres primers segles, l'Església cristiana patí períodes de persecució a mans de les autoritats romanes. Els cristians van ser perseguits per les autoritats locals de manera intermitent. A més, van haver diversos períodes de persecució per tot l'Imperi, ordenades i dirigides des del govern a Roma.
Els cristians eren objectiu de persecució perquè es negaven a adorar els déus romans o retre homenatge a l'emperador com a déu. A l'Imperi Romà, negar-se a fer sacrificis a l'emperador o als déus imperials era equivalent a negar-se a fer un jurament de fidelitat al país.
Alguns dels primers cristians buscaren i reberen alegrament el martiri, com Ignasi, bisbe d'Antioquia; però d'altres, com Policarp o Cebrià, bisbes d'Esmirna i Cartago respectivament, intentaren evitar el martiri.

## Importància històrica
Si bé el tema de la persecució/martiri va ser prominent a la literatura paleo-cristiana, cap dels principals martirologis va ser finalment canonitzat.
Tot i que és difícil establir històricament la quantitat exacta de cristians que van ser executats, l'experiència de la persecució i el martiri va ser recordada per les successives generacions de cristians i d'aquí esdevé una característica central de la seva auto-comprensió continuant fins i tot fins a l'actualitat. Així, molts cristians van veure la persecució com una part integral de l'experiència cristiana. Les implicacions d'aquesta imatge tenen moltes ramificacions, especialment en les cultures occidentals.
Aquesta experiència, i els màrtirs i apologetes tenen unes conseqüències significatives històriques i teològiques en el desenvolupament de la fe.
| « | La persecució va ser observada pels primers cristians, així com pels historiadors posteriors, com una de les influències crucials en el creixement i el desenvolupament del paleocristianisme i les creences cristianes. (Frend) mostra com les persecucions formaven una part essencial en una filosofia providencial de la història que ha influenciat profundament la política europea. | » |

Entre altres coses, la persecució provocà la devoció pels sants, facilità el veloç creixement del Cristianisme, va fer que sorgissin defenses i explicacions sobre el cristianisme (les apologies) i, finalment, van fer que s'originessin qüestions fonamentals sobre la naturalesa de l'Església.

## El martiri com a component de l'auto-comprensió cristiana
En els últims anys diversos estudis notables, inclosos els de Judith Perkins, Daniel Boyarin, i Elizabeth Castelli, han avaluat la importància del martiri i el sofriment en la construcció de la identitat cristiana antiga... Segons l'opinió de Perkins, molts cristians antics van arribar a creure que "per ser cristià calia patir." El màrtir cristià actua, quan s'entén com a vehicle de text per a la construcció de la cultura i l'articulació de la identitat cristiana, emergint com un dels mecanismes pels quals es van construir.
... El treball de la memòria realitzada pels primers cristians en l'experiència històrica de la persecució i el martiri era una forma de la presa de la cultura, en el qual la identitat cristiana està indeleblement marcada per la memòria col·lectiva del sofriment religiós d'altres.
L'experiència cristiana de la violència durant les persecucions paganes formà les ideologies i pràctiques que van portar a conflictes religiosos al llarg dels segles IV i V... L'experiència formativa del martiri i la persecució determinà la forma en què ho farien més tard els cristians tant en l'ús i l'experiència de la violència sota l'imperi cristià. Els discursos del martiri i la persecució van formar el llenguatge simbòlic a través del qual els cristians representaven, justificaven o denunciaven l'ús de la violència.

## Orígens
El martiri religiós és considerat una de les aportacions més significatives del judaisme hel·lenístic a la civilització occidental. Es creu que el concepte de la mort voluntària per Déu es va desenvolupar a partir del conflicte entre el rei Antíoc IV Epífanes IV i el poble jueu. Al Primer i al Segon llibre dels Macabeus es reccullen nombrosos martiris soferts pels jueus que es resistien a l'hel·lenització dels seus senyors selèucides, sent executats per delictes com l'observança del dissabte, la circumcisió dels seus fills o negar-se a menjar carn de porc o carn sacrificada als déus estrangers. Amb poques excepcions, aquesta suposició ha durat des del període paleocristià fins a l'actualitat, acceptat tant pels jueus i cristians. Recentment, però, un nombre creixent d'acadèmics han començat a qüestionar aquest supòsit.
Segons Daniel Boyarin, hi ha "dos grans tesis pel que fa als orígens del martirologi cristià, que [es poden fer referència] com la tesi Frend i la tesi Bowersock." Boyarin caracteritza l'opinió de W.H.C. Frend del martiri com que s'havia originat en el "judaisme" i el martiri cristià fou una continuació d'aquesta pràctica. Frend sosté que el concepte cristià del martiri només pot ser entès com sorgit de les arrels jueves. Frend caracteritza al judaisme com "una religió de martiri", i que va ser aquesta "psicologia jueva del martiri" que va inspirar martiri cristià. Frend escriu: «En els dos primers segles hi havia una pagana tradició viva d'auto-sacrifici per una causa, una preparació en cas necessari per desafiar un governant injust, que existia juntament amb el concepte cristià desenvolupat del martiri heretat del judaisme.»
En contrast amb la hipòtesi de Frend, Boyarin descriu l'opinió de G.W. Bowersock del martirologi cristià com quelcom completament aliè a la pràctica jueva, sent en canvi "una pràctica que es va criar en un ambient cultural enterament romà i després va ser pres pels jueus". Bowersock sosté que la tradició cristiana del martiri provenia de la cultura urbana de l'Imperi Romà, sobretot a Àsia Menor:
| « | El martiri estava... sòlidament ancorat en la vida cívica del món greco-romà de l'imperi romà. Va transcórrer en els grans espais urbans de l'àgora i l'amfiteatre, els principals llocs per al discurs i per a l'espectacle públic. Es depenia dels rituals urbans del culte imperial i els protocols d'interrogatori dels magistrats locals i provincials. Les presons i bordells de les ciutats van donar més oportunitats per a l'exposició de la fe del màrtir. | » |

Boyarin assenyala que, malgrat la seva aparent oposició entre si, aquests dos arguments es basen en la suposició que el judaisme i el cristianisme eren ja dues religions separades i diferents. Ell desafia aquesta suposició i argumenta que "la presa del martiri va ser almenys en part, part integral del procés de l'elaboració del judaisme i el cristianisme com a entitats diferents."

## Graus del martiri
Alguns escriptors catòlics (com Thomas Cahill) segueixen usant un sistema de graus de martiri que es va desenvolupar al cristianisme primitiu. Alguns d'aquests graus atorguen el títol de màrtir als que sacrifiquen els grans elements de la seva vida al costat dels quals la mateixa vida de sacrifici. Aquests graus van ser esmentats pel Papa Gregori I a "Homilia in Evangelia", va escriure sobre «tres maneres de martiri, designades pels colors vermell, blau (o verd), i blanc.» Un creient rep el títol de màrtir vermell sia a causa de la tortura o la mort violenta de la persecució religiosa. El terme "martiri blanc" va ser utilitzat per l'Església Pare Jeroni, «per a aquells que, com ermitans del desert que aspiraven a la condició del martiri a través d'un estricte ascetisme.» El martiri blau (o verd) «implica la negació dels desitjos, com a través del dejuni i labors penitents sense que impliqui necessàriament un viatge o una retirada completa de la vida.»
També en aquest sentit són els termes "màrtir humit" (una persona que ha vessat sang o han estat executats per la fe) i "màrtir sec", que és una persona que "havia patit tota indignitat i la crueltat", però no havia vessat sang, ni patit execució.

## Màrtirs cristians avui

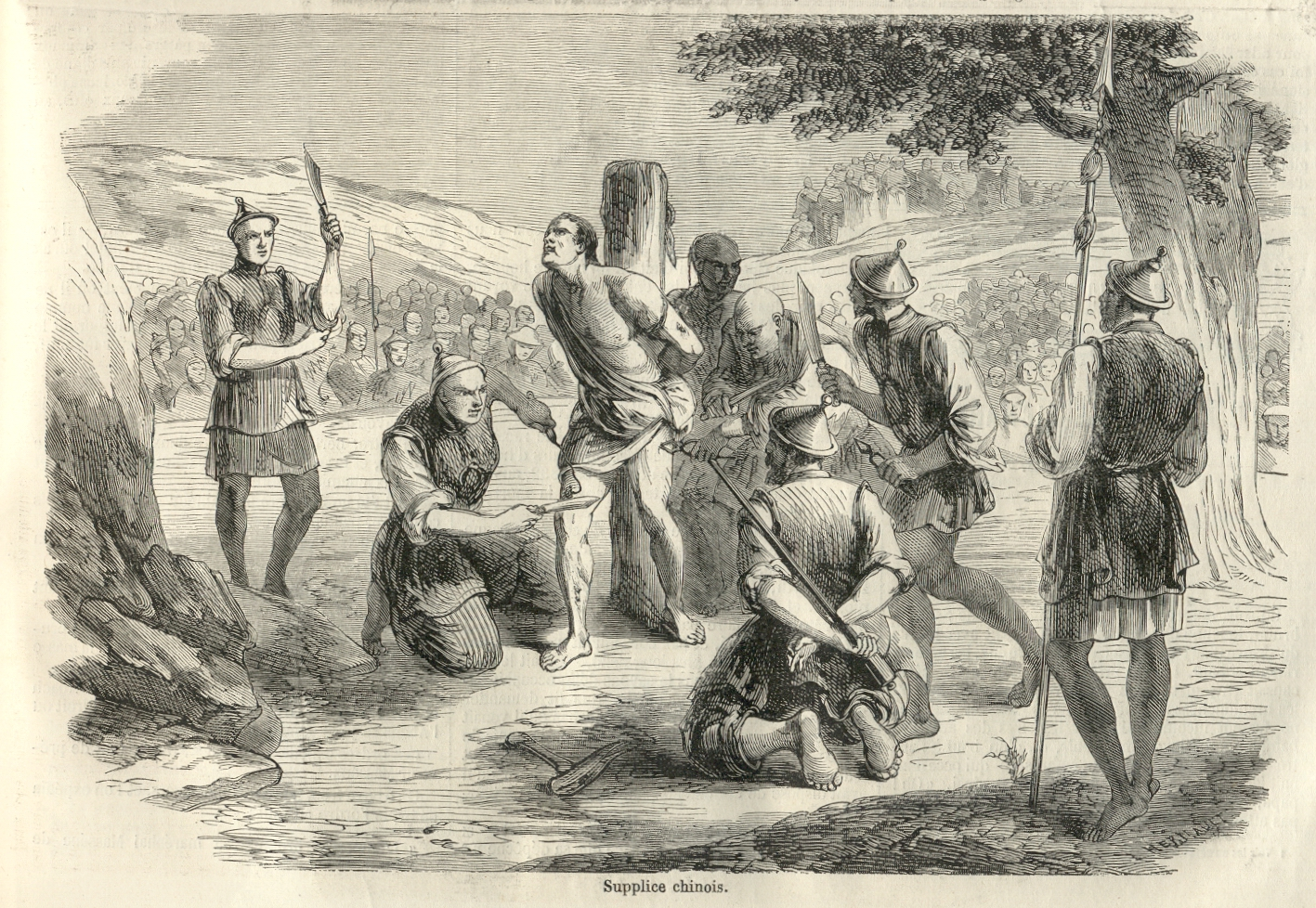
Una il·lustració de 1858 del diari francès, Le Monde Illustré, de la tortura i execució d'un missioner francès a la Xina mitjançant la "mort pels mil talls".

Una creença popular és que 100.000 cristians moren a l'any per la seva fe. Aquesta estadística es va originar al Centre per a l'Estudi del Cristianisme Mundial, i més tard va ser popularitzat pel portaveu del Vaticà, l'arquebisbe Silvano Maria Tomasi, que es va referir a ella en un discurs per ràdio a les Nacions Unides. El Centre va arribar a aquesta xifra estimant el nombre de cristians que van morir com a màrtirs entre el 2000 i el 2010 - prop d'un milió en els seus càlculs - i dividint aquest nombre per 10 per obtenir una xifra anual de 100.000. En examinar encara més la reclamació, la gran majoria del "milió de morts" van ser durant la guerra civil a la República Democràtica del Congo, mentre que el CSGC reclama el 20% (o 90.000) dels 400.000 que van morir en la guerra com "màrtirs cristians". Això és particularment espuri considerant que el Congo és un país cristià (96% cristià), i la guerra es va lliurar en les línies polítiques i ètniques (no religioses), per la qual cosa és dubtós que qualsevol 400.000 combatents i civils van morir o van lluitar "per la seva fe". Tenint en compte que aquests "màrtirs" representen 90.000 de les 100.000 morts anuals mitjana segons el CSGC, aquesta estimació en particular (100.000) és considerat pels estudiosos, entre ells el professor Thomas Schirrmacher de la Societat Internacional per als Drets Humans, per ser deixada de costat per almenys un ordre de magnitud. Todd Johnson, director del CSGC, diu que el seu centre va abandonar aquesta estadística. Reporter del Vaticà i autor de "La Guerra Global contra cristians" John Allen diu que aquest és a més el punt «Crec que seria bo tenir xifres fiables sobre aquest tema, però jo no crec que en última instància importi en termes del punt del meu llibre, que és la de trencar a través de la narrativa que tendeix a dominar la discussió a Occident - que els cristians no poden ser perseguits per pertànyer a l'església més poderosa del món. La veritat és que dos terços dels 2.300.000.000 de cristians en el món d'avui viuen... en barris perillosos. Sovint són pobres. Sovint pertanyen a minories ètniques, lingüístiques i culturals. I sovint es troben en risc.»